# Дніпро (телефонна станція)
Дніпро — цифрова система комутації, що виготовляється Дніпропетровським машинобудівним заводом.
Модель ДНІПРО-МТ в Україні використовується для обладнання диспетчерських Центрів екстреної медичної допомоги. У поєднанні з технологією хмарних сховищ це забезпечує як ефективне надання екстреної допомоги, так і ефективне збереження даних.